# 廣田理太郎
廣田 理太郎（ひろた りたろう、1865年12月23日(慶應元年11月6日) - 1935年(昭和10年)9月2日）は、日本の工学者、実業家、教育者。　

## 経歴
広島県福山市出身。廣田家は代々備後福山藩の勘定役を勤めた家系であった。県立広島中学（現・広島県立国泰寺高校）を経て東京帝国大学機械科卒業。帝大の技術者の第一期の卒業生で技術者のはしり。当時は機械そのものが外国から輸入され、参考書や説明書も全て外国から取り寄せるため英語は不可欠だった。帝大在学中の1886年、学友と東京理科大学の生徒計4人で自転車会を設立。これは日本で最初の自転車クラブともいわれ、金を出し合って購入したオーディナリー型自転車を廣田らが日本人で初めて乗ったともいわれる。
帝大卒業後、石川県尾小屋鉱山や新潟県佐渡島の銀山の技師・技師長を経て高田慎蔵に協力し1894年高田商会入社。同年、内務省土木課長の近藤虎五郎と欧米視察の土産としてフランスからマンハイム計算尺を持ち帰る。この計算尺が日本に初めてもたらされた計算尺とされる。この計算尺を見た逸見治郎が製作研究を始めたのが日本製計算尺研究のスタート。英語が堪能な廣田は高田商会の技術部門で活躍し、外国へ機械や兵器類の買い付けに飛び回った。日露戦争時には寺内正毅元帥の命を受けてイギリスに渡り、ロシアを倒すために性能の良いイギリスの最新兵器をどんどん買い付け陸軍に納入した。廣田邸内には西欧文化が入り込んでいた。廣田自身、最初は典型的なイギリス紳士の格好であったが、アメリカと貿易を始めるとアメリカ風のファッションになったという。　
高田商会には13年間勤務し、事務長・監事・総支配人を務めた後、他の重役との経営上の衝突から退職。その後東京帝国大学工学部で講師を務め、鉱山技術者の養成に務めた。1919年鉱山用機械の設計改良により工学博士の学位を得る。日本鉱業学会会長に推されたが1935年嗜眠性脳炎により没した。墓所は多磨霊園。
廣田を始め福山藩士の一族は藩主・阿部正弘が所有していた本郷西片町に家を建てていたが、高田商会勤務時代の1897年、東京麹町番町の敷地約500坪に新居を建てる。建築に興味があった廣田はさらに1913年隣家を買い足し、1000坪の敷地にゲオルグ・デ・ラランデ設計による総建坪600坪の豪邸を建てた。チロル地方に見られるような6階建て純西欧風の邸宅には多くの使用人もいて、地下にはボウリング場やビリヤード台もあったという。現存はしない。他に鎌倉市星の井に別荘も持っていた。

## 家族
東京電機大学創設者の廣田精一、外交官の廣田守信は実弟。妻は鶴見祐輔の姉・敏子。婦人運動家の草分け加藤シヅエは長女。次女の嘉代は外交官市河彦太郎に嫁いだ。姪に社会学者の鶴見和子、甥に哲学者の鶴見俊輔。コーディネーターの加藤タキは孫。